# Калья (река, впадает в Колгозеро)
Калья́ — река в России, протекает по Медвежьегорскому району Карелии.
Вытекает из озера Калье, в которое впадает Зябла. Протекает через озёра Лебяжье и Тартозеро, впадает в Колгозеро, через которое протекает Вола. Длина реки составляет 14 км.
Имеет правый приток из Ванжозера.

## Данные водного реестра
По данным государственного водного реестра России относится к Балтийскому бассейновому округу, водохозяйственный участок реки — Бассейн Онежского озера без рр. Шуя, Суна, Водла и Вытегра, речной подбассейн реки — Свирь (включая реки бассейна Онежского озера). Относится к речному бассейну реки Нева (включая бассейны рек Онежского и Ладожского озера).
Код объекта в государственном водном реестре — 01040100612102000015785.